# Don't You Now
"Don't You Now" é uma canção da cantora sueca de eurodance Pandora, que foi lançado na Suécia em fevereiro de 1995 como o segundo single do segundo álbum de estúdio de Pandora, Tell the World (1995). A canção obteve grande desempenho na Europa, conseguindo alcançar a posição de número 7 na Suécia, além de alcançar a primeira posição na Finlândia.

## Lista de Faixas

#### Maxi single sueco
1. "Don't You Know" (Radio Edit) - 3:49
2. "Don't You Know" (The Sir Family Extended Mix) - 6:24
3. "Don't You Know" (Edição alternativa de Peka P) - 5:35
4. "Don't You Know" (Edição de Tufão de Huma) - 6:54